# Ardevan Machado
Ardevan Machado, (1926-2003) nascido em São Paulo, foi engenheiro e professor universitário. Falecido aos 77 anos, era formado pela Escola Politécnica da USP (Turma de 1948). 

## Biografia
Ainda estudante foi assistente da cadeira de Geometria Descritiva e, formado, tornou-se professor catedrático da mesma disciplina, até aposentar-se em 1966. Neste mesmo ano aposentou-se como Engenheiro Civil da Prefeitura de São Paulo. Deixou diversos livros didáticos de engenharia utilizados com grande sucesso nos meios acadêmicos até hoje, além de livros de crônicas.
Era irmão de José Altino Machado, dentre outros irmãos e irmãs. 
Recebeu a Medalha Anchieta, outorgada pela Câmara Municipal, em reconhecimento pelos trabalhos realizados em favor da cidade de São Paulo. 
Sócio do Esporte Clube Pinheiros e da Associação Cristã de Moços, destacou-se no voleibol. Participou da Pauli-Poli. Ao longo dos anos, conquistou inúmeras medalhas e troféus em campeonatos estudantis, clubísticos e paulistas. Foi casado com D. Lúcia Mendes Machado. 
Foi delegado do Brasil no congresso sobre ensino da engenharia, realizado em Toronto, em 1974.
Foi homeageado através da Avenida Professor Engenheiro Ardevan Machado, no bairro de Itaquera.

Ardevan foi o autor da célebre frase: 
| “ | "O erro da medicina mata no singular. O cochilo da engenharia mata no plural" | ” |

## Publicações
- Geometria Descritiva[5]
- Perspectiva
- O Desenho na Prática da Engenharia, Desenho na Engenharia e Arquitetura[6]
- Métodos Gráficos na Engenharia entre outros[7]
- Viver Mel e Fel (humor)
- A Face Oculta da Lua